# Bundesarbeitsgemeinschaft Selbstständigenverbände
Die Bundesarbeitsgemeinschaft Selbstständigenverbände (BAGSV) ist ein branchenübergreifender Zusammenschluss von Berufsverbänden und Initiativen mit hohem Anteil von Solo-Selbstständigen. Sie wurde im Februar 2017 gegründet.

## Aufgaben
Die BAGSV versteht sich als Netzwerk, das politisch aktive, für die Interessen der Freiberufler und Selbstständigen engagierte Verbandsvertreter und Multiplikatoren zusammenbringt, Schnittmengen im Sinne gemeinsamer Anliegen ihrer Mitglieder erkennt und umzusetzen versucht. Zur Umsetzung dieser Interessen ist es die erklärte Absicht der Mitgliedsverbände, sich gegenseitig zu informieren und zu unterstützen sowie gemeinsam politisch aktiv zu werden.
Die Notwendigkeit war aus Sicht der Verbände in den Jahren zuvor deutlich geworden, weil weitreichende politische Entscheidungen und Prozesse ohne Beteiligung der Betroffenen stattfanden.
Konkrete politische Zielsetzungen sind Rechtssicherheit in Bezug auf das Thema Scheinselbstständigkeit, eine sinnvolle Ausgestaltung der geplanten Altersvorsorgepflicht, ein realistischeres und differenziertes Image der Selbstständigkeit, Überwindung von Benachteiligungen in der gesetzlichen Kranken- und Pflegeversicherung sowie der Abbau von Bürokratie, Zwangsabgaben und Repressalien.

## Entstehung
Am 13. Februar 2017 trafen sich auf Einladung von Andreas Lutz (VGSD) und Victoria Ringleb (AGD) 25 Vertreter von Berufs-, Branchen- und Selbstständigenverbänden sowie -initiativen. Bei diesem Treffen wurden von den Anwesenden die Arbeitsgemeinschaft, ihr Name und die Zielsetzung beschlossen sowie die beiden Initiatoren zu Sprechern gewählt.
In ihrer Kommunikation und bei der Gestaltung ihrer Website betonen die Verbände die Diversität der Arbeitsgemeinschaft. Das Spektrum der Verbände reicht von Ärzten (Bundesverband der Honorarärzte), Designern (AGD, Bundesverband der Kommunikationsdesigner), IT-Experten (AGEV, IT-Projektgenossenschaft), kaufmännischen und rechtsberatenden Berufen (BVBC, Bundesverband der Rentenberater, Dachgesellschaft Deutsches Interim Management), Übersetzern und Textarbeitern (ATICOM, BDÜ, VFLL), Filmschaffenden (BFS, BVFK, BvS), Handwerkern (BUH, IF-Handwerk), Sozialarbeitern (DBSH), Lehrern und Trainern (bdfm, Trainerversorgung, Bundesverband Nachhilfe- und Nachmittagsschulen) bis hin zu Selbstständigen in der Veranstaltungsbranche (ISDV, VDT). Der VGSD ist der einzige branchenübergreifend tätige Mitgliedsverband.

## Entwicklung und Meilensteine
Jeder Mitgliedsverband kann alleine oder zusammen mit anderen die Initiative zu einem Thema ergreifen und die anderen Verbände hierfür um Unterstützung bitten. Auf diese Weise ist eine Vielzahl von Positionspapieren und Stellungnahmen zu aktuellen Gesetzesvorhaben entstanden, etwa zum Versichertenentlastungsgesetz der gesetzlichen Krankenversicherungen, zum Thema Altersvorsorgepflicht, zum geplanten Gesetz zur Stärkung des fairen Wettbewerbs, zur Wiedereinführung des Meisterzwangs und zur Auflösung der KfW-Beraterbörse.
Mehrere Mitgliedsverbände schlossen sich kurz nach BAGSV-Gründung 2017 zusammen, um eine Senkung der Mindestbeiträge zur Kranken- und Pflegeversicherung für Selbstständige zu erreichen, zu der es dann im Januar 2019 tatsächlich kam. Sie beauftragten gemeinsam eine Studie, mobilisierten eine hohe Zahl von Teilnehmern für diese, organisierten eine Petition und wurden mehrfach als Experten vom Bundestagsausschuss für Gesundheit gehört.
2019 wurden mehrere BAGSV-Mitgliedsverbände vom Bundesministerium für Arbeit und Soziales als Vertretungen der Soloselbstständigen eingeladen und zunächst an vier Fachgesprächen zur Ausgestaltung der geplanten Altersvorsorgepflicht und im weiteren Jahresverlauf an drei Fachgesprächen zur Reform des Statusfeststellungsverfahrens der gesetzlichen Sozialversicherung in Deutschland beteiligt.

## Organisation
Die Bundesarbeitsgemeinschaft Selbstständigenverbände ist ein informeller Zusammenschluss, der sich seit seiner Gründung dreimal jährlich in Berlin trifft, sich zusätzlich mittels Videokonferenzen koordiniert und teilweise gemeinsam an Veranstaltungen Dritter teilnimmt. Seine Ausgaben finanziert er durch eine jährlich erhobene Umlage, die von den regelmäßig teilnehmenden Verbänden zu tragen ist.
Sprecher sind der Vorstandsvorsitzende des Verbands der Gründer und Selbstständigen Deutschland, Andreas Lutz aus München, die Geschäftsführerin der Allianz deutscher Designer, Victoria Ringleb aus Berlin, sowie der erste Vorsitzende der Interessengemeinschaft der selbständigen Dienstleisterinnen und Dienstleister in der Veranstaltungswirtschaft, Marcus Pohl aus Eschborn.